# Ur- und Frühgeschichte
Die Wortverbindungen Ur- und Frühgeschichte, Vor- und Frühgeschichte, Ur- und Frühgeschichtliche Archäologie, Vor- und Frühgeschichtliche Archäologie sowie Prähistorische Archäologie werden häufig synonym verwendet und bezeichnen eine archäologische Disziplin, die Urgeschichte und Frühgeschichte gleichermaßen umfasst und sich als ein Zweig der Geschichtswissenschaft versteht, der sich der Kulturentwicklung des Menschen von ihren Anfängen an widmet, wobei materielle Hinterlassenschaften im Zentrum stehen.

## Urgeschichte oder Vorgeschichte
Die Vorgeschichte oder Prähistorik ist die Vor-, Ur- und Kulturgeschichte der Zeit, aus der es für die jeweils untersuchte Region noch keine schriftliche Aufzeichnungen gibt. Die akademischen Forschungsstätten benutzen die Begriffe Urgeschichte und Vorgeschichte gleichrangig; an den Universitäten wird das Fach entweder als Prähistorische Archäologie, als Ur- und Frühgeschichte oder als Vor- und Frühgeschichte bezeichnet. Wie die Liste der Seminare und Institute zeigt, überwiegt dabei der Begriff Urgeschichte den Begriff Vorgeschichte im Verhältnis von etwa 2:1. Mit der Verwendung des Begriffs Urgeschichte wird betont, dass der untersuchte Zeitraum trotz Schriftlosigkeit als Teil der Geschichte gesehen wird. Demgegenüber wird mit Vorgeschichte die untersuchte Epoche der geschriebenen Geschichte gegenübergestellt.

## Erforschter Zeitrahmen
Der älteste Abschnitt der Urgeschichte, die Altsteinzeit (Paläolithikum), wird in Altpaläolithikum, Mittelpaläolithikum und Jungpaläolithikum untergliedert. In Europa schließt sich an das Jungpaläolithikum nach der kurzen Übergangsphase der Mittelsteinzeit (Mesolithikum) die Jungsteinzeit (Neolithikum) an. Es folgen regional begrenzt die Kupfer- und durchgehend die Bronzezeit, dann die vorrömische Eisenzeit (in Mitteleuropa: Hallstatt- und Latènezeit). Mit dem Einsetzen der ersten Schriftzeugnisse in Mitteleuropa im 1. Jahrtausend v. Chr. (im Orient ab dem 3. Jahrtausend v. Chr.), die ergänzend zu den archäologischen Quellen herangezogen werden, beginnt die Frühgeschichte, die in Mitteleuropa in Römische Kaiserzeit, Völkerwanderungszeit und frühes Mittelalter (Merowinger- und Karolingerzeit) untergliedert wird. Die Skandinavische Frühgeschichte unterteilt ihr Frühmittelalter in die Vendel- und Wikingerzeit. Die nachfolgenden europäischen Zeitabschnitte decken die Mittelalterarchäologie und die Neuzeitarchäologie ab.

## Gegenstand der Forschung
Die Ur- und Frühgeschichte zählt zu den Archäologien. Gegenstand der Erforschung sind daher im Gegensatz zur Geschichtswissenschaft nicht Schriftzeugnisse, sondern gegenständliche Quellen (Keramik, Metalle, Holz, Knochen, Glas, Steinartefakte usw.) in ihrem jeweiligen Zusammenhang (Kontext), wie zum Beispiel Bodendenkmale wie Wohnplätze, Siedlungen, Grabhügel, Burganlagen. Diese werden durch Ausgrabungen, Prospektionen und Zufallsfunde entdeckt, und mit Hilfe formenkundlich-typologischer, historischer und sozialgeschichtlicher sowie naturwissenschaftlicher (Dendrochronologie, Radiokarbonmethode und andere), statistischer sowie Geoinformationssystem-gestützter Analysemethoden untersucht.

## Erkenntnispotenzial
Ihr besonderes Erkenntnispotenzial im Konzert der historischen und kulturwissenschaftlichen Disziplinen liegt in zwei Eigenheiten:
1. Die enorm große untersuchte Zeitspanne: von den Anfängen der Menschheitsgeschichte bis in die Neuzeit. Dies ermöglicht in besonderer Weise epochenübergreifende Vergleiche und die parallele Beobachtung langfristiger Trends und kurzfristiger Ereignisse (Was ist das Allgemeine, was ist das Besondere?).
2. Diese Zeittiefe und die Weite der betreuten Räume ermöglichen die Beobachtungen ungemein vieler und unterschiedlicher menschlicher Kulturen.

## Abgrenzung zu den anderen archäologischen Fächern
Die Ur- und Frühgeschichte unterscheidet sich von den archäologischen Fächern wie
- der Ägyptologie, die zugleich ein philologisches Fach ist,
- der Vorderasiatischen Archäologie, die die mesopotamischen, kleinasiatischen, levantinischen, iranischen und angrenzenden Hochkulturen erforscht,
- der Klassischen Archäologie, die sich mit den antiken Epochen der griechischen und römischen Kultur befasst,
- der Provinzialrömischen Archäologie, die sich der materiellen Kultur der Römer in den Provinzen des Imperium Romanum widmet, und
- der Christlichen Archäologie, die vorrangig die Denkmäler des christlichen römisch-byzantinischen Reiches behandelt.

Einen Grenzfall stellt die Mittelalterarchäologie bzw. Archäologie des Mittelalters und der Neuzeit dar, die stellenweise als eigenständige Disziplin existiert, stellenweise von Vertretern der Ur- und Frühgeschichte mitbehandelt wird. Als Frühgeschichte bezieht sie zu den archäologischen Methoden in wesentlich stärkerem Maße die Parallelüberlieferung schriftlicher und bildlicher Quellen mit ein.
Auch in der Keltologie, der Sinologie, der Kriminalistik und der Altamerikanistik werden zum Teil archäologische Methoden angewendet.

## Berufsbild
Nach einem abgeschlossenen Studium der Ur- und Frühgeschichte bilden vor allem die archäologische Denkmalpflege an den Landesdenkmalämtern sowie Museen, Universitäten und private Grabungsfirmen Tätigkeitsfelder für Prähistoriker. Daneben werden Archäologen auch als Fachjournalisten, bei Verlagen und in verschiedenen Bereichen im Kultursektor beschäftigt.

## Seminare und Institute

### Deutschland
In Deutschland gibt es gegenwärtig 24 Institute, Seminare oder Lehrstühle der Fachrichtung Ur- und Frühgeschichte. Davon tragen 15 in ihrem Namen den Begriff „Ur- und Frühgeschichte“, acht den Begriff „Vor- und Frühgeschichte“ bzw. „Vorgeschichte“ und eines den Begriff „Prähistorische Archäologie“:
- Professur für Ur- und Frühgeschichtliche Archäologie am Institut für Archäologie, Denkmalkunde und Kunstgeschichte der Fakultät Geistes- und Kulturwissenschaften der Otto-Friedrich-Universität Bamberg
- Institut für Prähistorische Archäologie im Fachbereich Geschichts- und Kulturwissenschaften der Freien Universität Berlin
- Fach Ur- und Frühgeschichte am Institut für Archäologische Wissenschaften der Fakultät für Geschichtswissenschaften der Ruhr-Universität Bochum
- Institut für Kunstgeschichte und Archäologie, Abteilung Vor- und Frühgeschichtliche Archäologie der Rheinischen Friedrich-Wilhelms-Universität Bonn
- Institut für Ur- und Frühgeschichte der Friedrich-Alexander-Universität Erlangen-Nürnberg
- Abteilung III (Vor- und Frühgeschichte) des Instituts für Archäologische Wissenschaften der Johann Wolfgang Goethe-Universität Frankfurt am Main
- Institut für Ur- und Frühgeschichte und Archäologie des Mittelalters der Albert-Ludwigs-Universität Freiburg im Breisgau
- Seminar für Ur- und Frühgeschichte der Georg-August-Universität Göttingen
- Institut für Kunstgeschichte und Archäologien Europas; Philosophische Fakultät I – Sozialwissenschaften und historische Kulturwissenschaften der Martin-Luther-Universität Halle-Wittenberg
- Abteilung I: Vor- und Frühgeschichtliche Archäologie des Archäologischen Instituts der Universität Hamburg
- Institut für Ur- und Frühgeschichte und Vorderasiatische Archäologie (ZAW) der Ruprecht-Karls-Universität Heidelberg
- Bereich Ur- und Frühgeschichte der Philosophischen Fakultät der Friedrich-Schiller-Universität Jena
- Institut für Ur- und Frühgeschichte der Christian-Albrechts-Universität zu Kiel (Philosophische und Mathematisch-Naturwissenschaftliche Fakultät)
- Institut für Ur- und Frühgeschichte der Universität zu Köln
- Professur für Ur- und Frühgeschichte mit Sammlung für Ur- und Frühgeschichte des Historischen Seminars der Universität Leipzig
- Institut für Vor- und Frühgeschichte der Johannes Gutenberg-Universität Mainz
- Vorgeschichtliches Seminar im Fachbereich Geschichte und Kulturwissenschaften der Philipps-Universität Marburg
- Institut für Vor- und Frühgeschichtliche Archäologie und Provinzialrömische Archäologie der Ludwig-Maximilians-Universität München
- Abteilung für Ur- und Frühgeschichtliche Archäologie des Historischen Seminars der Westfälischen Wilhelms-Universität Münster
- Lehrstuhl für Vor- und Frühgeschichte der Philosophischen Fakultät III der Universität Regensburg
- Lehrstuhl für Ur- und Frühgeschichte am Heinrich Schliemann-Institut für Altertumswissenschaften der Universität Rostock
- Institut für Vor- und Frühgeschichte der Universität des Saarlandes[4]
- Institut für Ur- und Frühgeschichte und Archäologie des Mittelalters der Eberhard Karls Universität Tübingen mit den Abteilungen Ältere Urgeschichte und Quartärökologie (Geowissenschaftliche Fakultät), der Abteilung Jüngere Urgeschichte und Frühgeschichte (Fakultät für Kulturwissenschaften) und der Abteilung Archäologie des Mittelalters (Fakultät für Kulturwissenschaften)
- Lehrstuhl für Vor- und Frühgeschichtliche Archäologie des Instituts für Altertumswissenschaften der Julius-Maximilians-Universität Würzburg

2005 wurde der Lehrstuhl für Ur- und Frühgeschichte des Historischen Instituts der Universität Greifswald aufgelöst. 2011 wurde auch der 1902 gegründete älteste Lehrstuhl dieses Faches, der Lehrstuhl für Ur- und Frühgeschichte am Institut für Geschichtswissenschaften der Humboldt-Universität zu Berlin, aufgelöst.

### Niederlande
- Faculty of Archaeology, Abteilung European Prehistory der Universität Leiden

### Österreich
- Ur- und Frühgeschichte am Institut für Archäologien der Universität Innsbruck
- Institut für Ur- und Frühgeschichte der Universität Wien

### Schweiz
- Seminar für Ur- und Frühgeschichte, Universität Basel (Departement Altertumswissenschaften und Orientalistik, Philosophisch-Historische Fakultät)
- Institut für Prähistorische und Naturwissenschaftliche Archäologie, Universität Basel (Departement Umweltwissenschaften, Philosophisch-Naturwissenschaftliche Fakultät)
- Institut für Ur- und Frühgeschichte und Archäologie der Römischen Provinzen, Universität Bern
- Fachbereich Prähistorische Archäologie, Institut für Archäologie, Universität Zürich

### Zur Einführung
- Reinhard Bernbeck: Theorien in der Archäologie. Francke, Tübingen/ Basel 1997, ISBN 3-7720-2254-5. (UTB für Wissenschaft, Band 1964, ISBN 3-8252-1964-X)
- Hans Jürgen Eggers: Einführung in die Vorgeschichte. Neu herausgegeben von Christof Krauskopf. Mit einem Nachwort von Claudia Theune. 6. Auflage, scrîpvaz, Schöneiche bei Berlin 2010, ISBN 978-3-942836-17-3. Mit einem Verzeichnis der Schriften von Hans Jürgen Eggers.
- Manfred K. H. Eggert: Prähistorische Archäologie. Konzepte und Methoden. Francke, Tübingen/ Basel 2000, ISBN 3-7720-2274-X. (UTB für Wissenschaft, Band 2092, ISBN 3-8252-2092-3)
- Manfred K. H. Eggert, Stefanie Samida: Ur- und Frühgeschichtliche Archäologie. Francke, Tübingen/ Basel 2009, ISBN 978-3-7720-8309-9.[5] (UTB Basics, Band 3254, ISBN 978-3-8252-3254-2)
- Uta von Freeden, Siegmar von Schnurbein (Hrsg.): Spuren der Jahrtausende. Archäologie und Geschichte in Deutschland. Stuttgart 2002, ISBN 3-8062-1337-2. (zusammen mit dem nächsten Titel: Begleitbücher zur „Leistungsschau der Landesarchäologen“).
- Wilfried Menghin, Dieter Planck (Hrsg.): Menschen, Zeiten, Räume. Archäologie in Deutschland. Stuttgart 2002, ISBN 3-88609-467-7.
- Hermann Parzinger: Die Kinder des Prometheus. Eine Geschichte der Menschheit vor der Erfindung der Schrift. 5., durchgesehene Auflage C. H. Beck, München 2016, ISBN 978-3-406-66657-5.
- Hermann Parzinger: Vor- und Frühgeschichte. In: Hans-Joachim Gehrke (Hrsg.): Die Welt vor 600. Frühe Zivilisationen (Geschichte der Welt, Band 1). C. H. Beck, München 2017, ISBN 978-3-406-64101-5, S. 42–262.
- Colin Renfrew, Paul Bahn: Archaeology – Theories, Methods and Practice. 5. Auflage. Thames & Hudson, London 2008, ISBN 978-0-500-28719-4.
- Siegmar von Schnurbein (Hrsg.): Atlas der Vorgeschichte. Europa von den ersten Menschen bis Christi Geburt. Theiss, Stuttgart 2009, ISBN 978-3-8062-2105-3.

### Zur Geschichte des Faches
- Manfred K. H. Eggert: Die Ur- und Frühgeschichtliche Archäologie 1950–2020. In: Saeculum. Band 70, Nummer 2, 2020, S. 235–258.
- Focke-Museum (Hrsg.): Graben für Germanien: Archäologie unterm Hakenkreuz. Konrad Theiss-Verlag, Stuttgart 2013, ISBN 978-3-8062-2673-7 (Begleitpublikation zur gleichnamigen Ausstellung im Focke-Museum Bremen vom 10. März bis 8. September 2013).
- Barbara Sasse: Der Weg zu einer archäologischen Wissenschaft (= Ergänzungsbände zum Reallexikon der Germanischen Altertumskunde. Band 69). 2 Teilbände, Walter de Gruyter, Berlin/New York 2017/2018 (behandelt die Zeit bis zum Jahr 1850).
- Heiko Steuer: Eine hervorragend nationale Wissenschaft: Deutsche Prähistoriker zwischen 1900 und 1995. de Gruyter, Berlin / New York 2001, ISBN 3-11-017184-8.
- Ingo Wiwjorra: Der Germanenmythos. Konstruktion einer Weltanschauung in der Altertumsforschung des 19. Jahrhunderts. Wissenschaftliche Buchgesellschaft, Darmstadt 2006, ISBN 3-534-19016-5. (Inhaltsverzeichnis; PDF; 94 kB)
- Ingo Wiwjorra: Der völkische Germanenmythos als Konsequenz deutscher Altertumsforschung des 19. Jahrhunderts. In: Heidi Hein-Kircher, Hans Henning Hahn (Hrsg.): Politische Mythen im 19. und 20. Jahrhundert in Mittel- und Osteuropa. (Tagungen zur Ostmitteleuropa-Forschung 24). Herder-Institut, Marburg 2006, ISBN 3-87969-331-5, S. 157–166 (überarbeitete Fassung online).

### Zeitschriften
Deutsch
- Acta Praehistorica et Archaeologica
- Archaeologia Austriaca
- Archäologie in Deutschland
- Archäologie in Ostwestfalen (2010 im 12. Jahrgang)
- Archäologische Informationen
- Archäologisches Korrespondenzblatt (Urgeschichte, Römerzeit, Frühmittelalter) (2010 im 40. Jahrgang)
- Archäologisches Nachrichtenblatt
- Archäologie Österreichs (2012 im 23. Jahrgang)
- Bayerische Vorgeschichtsblätter
- Bericht der Römisch-Germanischen Kommission
- Berliner Jahrbuch für Vor- und Frühgeschichte
- Die Kunde (Niedersächsischer Landesverein für Urgeschichte)
- Germania
- Kölner Jahrbuch (vormals Kölner Jahrbuch für Vor- und Frühgeschichte)
- Offa
- Prähistorische Zeitschrift
- Sastuma (SAarbrücker STudien Und Materialien zur Altertumskunde)

Englisch
- Antiquity
- European Journal of Archaeology
- Proceedings of the Prehistoric Society
- World Archaeology

Französisch
- L’Anthropologie
- Gallia Préhistoire und dazu suppléments